# Stow (Ohio)
Stow é uma cidade localizada no estado norte-americano de Ohio, no Condado de Summit.

## Demografia
Segundo o censo norte-americano de 2000, a sua população era de 32.139 habitantes.
Em 2006, foi estimada uma população de 34.335, um aumento de 2196 (6.8%).

## Geografia
De acordo com o United States Census Bureau tem uma área de
44,9 km², dos quais 44,3 km² cobertos por terra e 0,6 km² cobertos por água.

## Localidades na vizinhança
O diagrama seguinte representa as localidades num raio de 8 km ao redor de Stow.